# Alció caputxí
L'alció caputxí (Actenoides capucinus) és una espècie d'ocell de la família dels alcedínids (Alcedinidae), que habita la selva humida de l'est, sud-est i sud de Sulawesi. Tradicionalment ha estat considerat una subespècie de l'alció monjo (Actenoides monachus).